# シェーキーズ

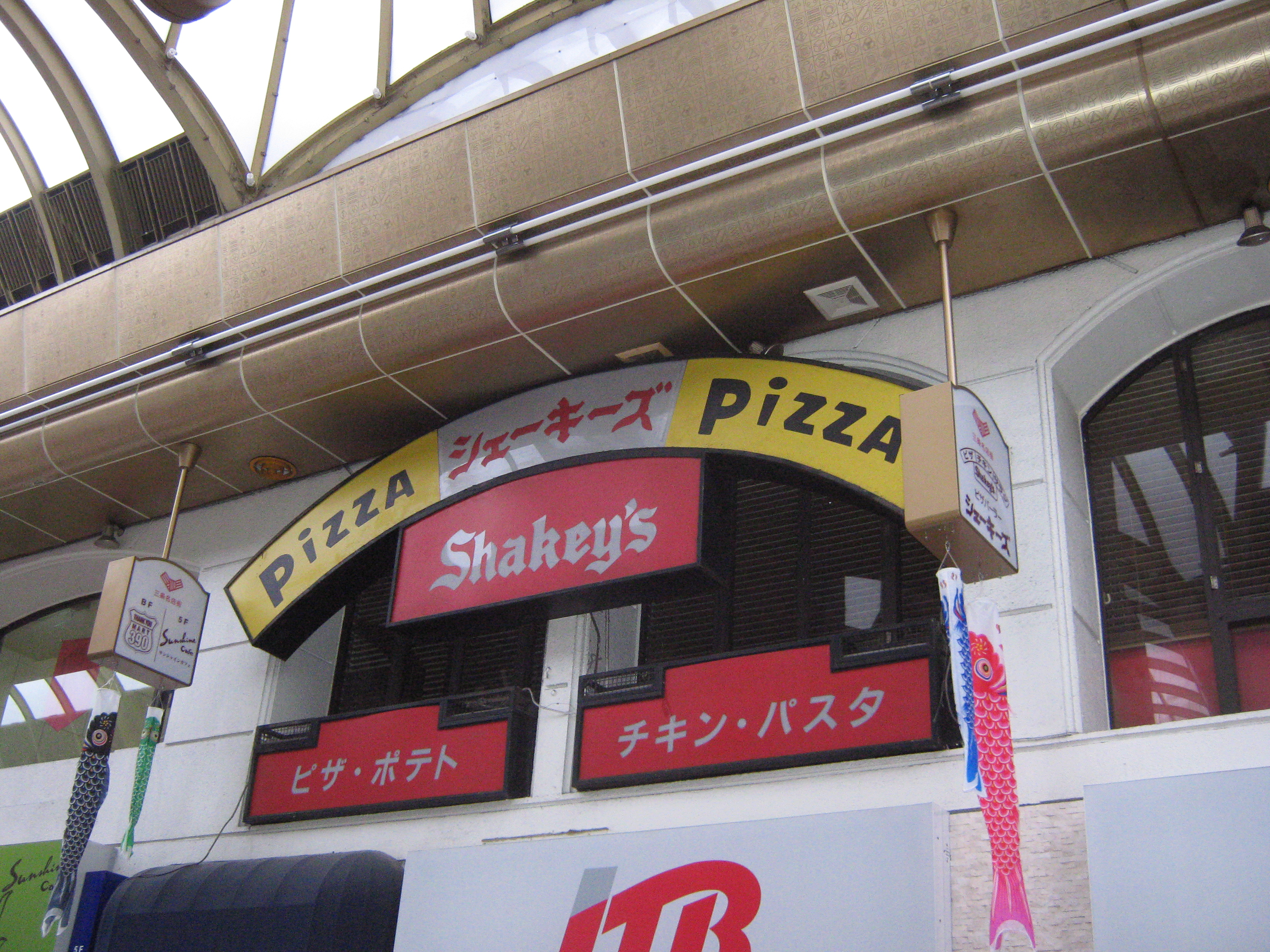
2020年に閉店した新京極店（京都市中京区）

シェーキーズ（Shakey's）は、アメリカ合衆国発祥のピッツェリア・チェーンである。ブランドメッセージは"We Serve Fun."。
日本ではロイヤルフードサービス（旧・アールアンドケーフードサービス）が展開している。本国アメリカとライセンス供与で運営している日本のほか、フィリピンにも店舗がある。

## 沿革
1954年、カリフォルニア州サクラメントで創業。店名「シェーキーズ」は、創業者シャーウッド・ジョンソン（英語版）が来店客とよく握手（シェイクハンド）をしていたことに由来する。
日本では1973年、Shakey's Incと三菱商事・麒麟麦酒（現・キリン）との合弁で、日本シェーキーズ株式会社が設立され、東京都港区赤坂に日本1号店がオープンした（現在は閉店）。
当時の日本ではピザ専門レストランは数少なかったが、店内でディキシーランド・ジャズの生演奏が聴けることを売りに人気を博した。
1970年代までに静岡市、札幌市、仙台市、さいたま市（当時は浦和市）、名古屋市、福岡市に出店していたが、1996年に東京・横浜・大阪以外のほとんどの店舗を閉店。浦和市の店舗などごく一部は、キリン直系のビアホール「キリンシティ」へ業態転換した。その後京都市にも出店した。札幌市の数店舗ではデリバリーを行っていたが、北海道からの撤退にともない終了した。
その後2000年、麒麟麦酒子会社のキリンフードサービスに営業権が譲渡された。さらに2005年12月、ロイヤルホールディングスとキリンの合弁会社である、アールアンドケーフードサービス（2006年1月にロイヤルが子会社化）へ営業権を譲渡した。
2000年代以降、ショッピングモールへの出店を開始し、2011年にキャナルシティ博多、2013年4月12日にMARK IS 静岡、その後ららぽーと名古屋みなとアクルスと、再出店を果たした地域がある。なお、キャナルシティ博多店出店（2023年5月7日に閉店）と同時に、ロゴマークのリニューアルを行っている。一方で2020年には大阪と京都の店舗を閉店して近畿地区から撤退した。
2021年1月1日に運営元が、ロイヤルホストを存続会社として、テンコーポレーション及びアールアンドケーフードサービスを吸収合併したロイヤルフードサービスに変更された。

## 概要

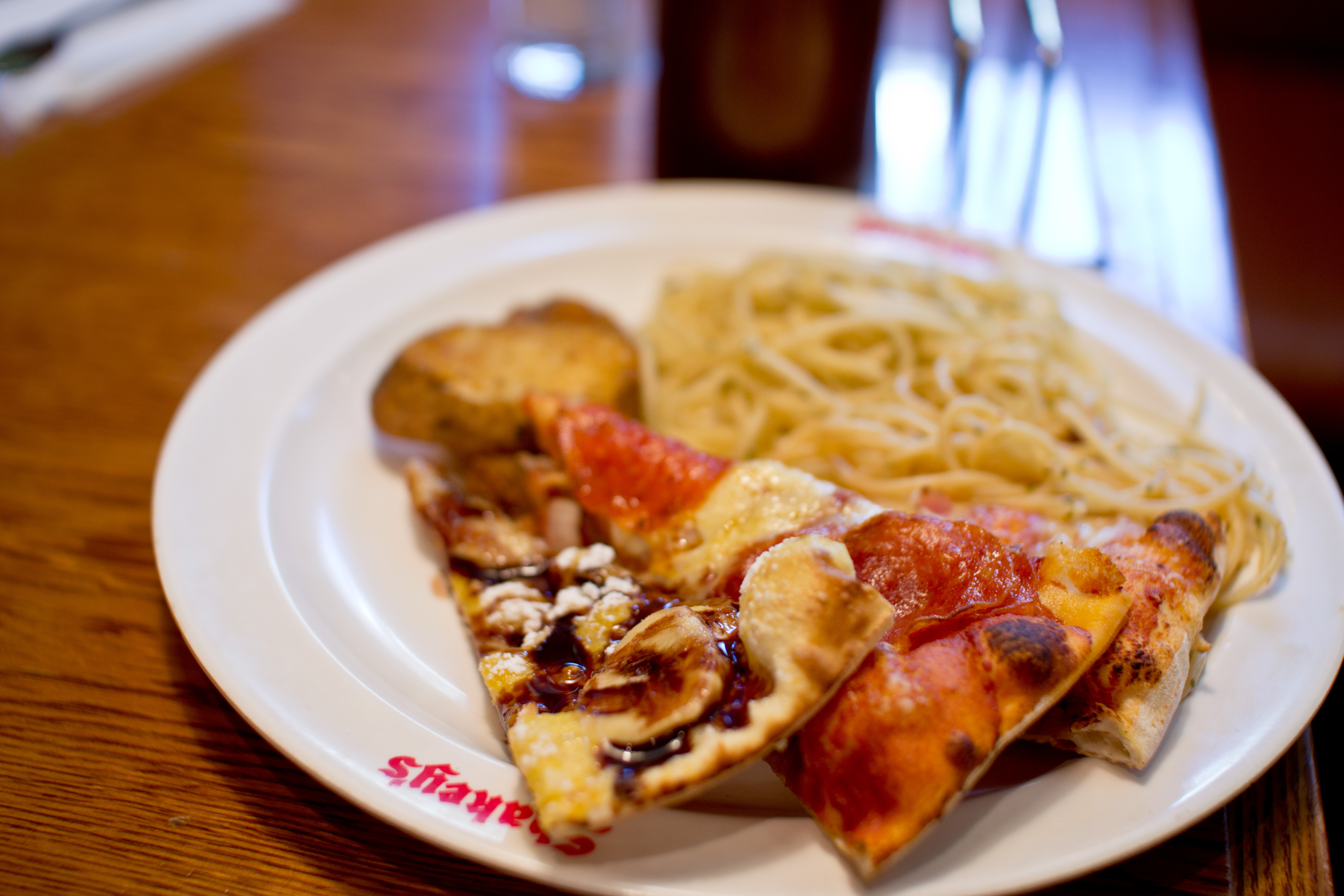
シェーキーズのピザとパスタとフライドポテト

アメリカ、日本、フィリピンともに、基本的にバイキング形式であり、ピザ、フライドポテト、パスタ、カレー、サラダバーなどの食べ放題スタイルを採用している。飲み物はドリンクバーで提供される。店舗によってはデザートもある。
フランチャイズ制を採用しており、出店地域に偏りがみられる。また地域や店舗ごとに価格やメニュー、テイクアウトの取り扱いなどが異なる。
季節メニューや月替わりメニュー、期間限定アニメコラボメニューなどが存在する。ピザ生地は店内の専用オーブンで焼き上げている。バイキング用のピザ生地は薄いクリスピータイプである。
スタッフの制服はたびたびモデルチェンジされており、一時期女性店員はスカートを採用していた時期もあったが、現在は黒のズボンとなっている。

## 店舗
2024年5月現在、日本国内では15店舗が存在する。出店地域は東京エリアに集中しているが、沖縄県内に3店舗が出店している点が特徴的である。

### 東京エリア
- 渋谷宇田川店（東京都渋谷区）
- 池袋東口店（東京都豊島区）
- 吉祥寺店（東京都武蔵野市）
- 聖蹟桜ヶ丘店（東京都多摩市）- SC内店舗。京王聖蹟桜ヶ丘ショッピングセンターC館2F

### 関東エリア
- 横浜西口店（神奈川県横浜市西区）
- イオンモール座間店（神奈川県座間市）- SC内店舗
- よみうりランド店（神奈川県川崎市多摩区）

よみうりランド店は園外の正門前にあり、遊園地に入園しなくても利用可能。またよみうりランド自体の所在地は東京都稲城市だが、店舗の所在地は神奈川県川崎市の為、公式サイトの店舗一覧では「関東エリア」に分類されている。
- ららぽーとTOKYO-BAY店（千葉県船橋市）- SC内店舗
- FKDショッピングモール宇都宮インターパーク店 - （栃木県宇都宮市）- SC内店舗

### 東海エリア
かつては愛知県（ららぽーと名古屋みなとアクルス）にも店舗があった（2025年1月13日に閉店）。
- マークイズ静岡店（静岡県静岡市葵区） - SC内店舗

### 沖縄エリア
全て沖縄県内の店舗。ザ・テラスホテルズ（國場組グループ）が運営。
- 壺川店（沖縄県那覇市）
- プラザハウス店（沖縄県沖縄市）- SC内店舗
- イオン南風原店（沖縄県島尻郡南風原町）- SC内店舗

### その他エリア
かつては福岡県にも店舗が存在していた